# Santa Sabina (frégate)
Pour les articles homonymes, voir Santa Sabina (homonymie) et Constitución.
La Santa Sabina est une frégate de la marine royale espagnole lancée en 1781. Elle a servi dans la guerre d’indépendance des États-Unis, les guerres de la Révolution et de l’Empire et les Guerres d'indépendance hispano-américaines. Pendant le Triennat libéral de 1820-1823, elle porte le nom de Constitución. Elle est démantelée en 1828.

## Campagnes

### Premières sorties
La Santa Sabina, souvent appelée « Sabina » tout court, est une frégate de 40 canons construite en 1781 au Ferrol, d’après un modèle français.
Le 21 décembre 1782, son commandement est attribué à Ignacio Maria de Álava (1750-1817), jeune officier qui s'était distingué deux mois plus tôt à la bataille du cap Spartel. Il reste en poste jusqu'en 1787 où il est transféré sur la frégate Rosa.
En 1784, la frégate participe à une série de croisières autour du globe pour compléter l’Atlas maritime d’Espagne (es).

### Guerres de la Révolution et de l'Empire
En mai 1793, alors que commence la guerre contre la République française, la Santa Sabina passe sous le commandement du capitaine José Justo Salcedo (it). Celui-ci fait une croisière dans le golfe de Gascogne, d'abord aux côtés de la frégate Sirena comme subordonné du capitaine de celle-ci, puis comme chef de détachement aux côtés de la frégate Santa Dorothea. Salcedo se distingue en reprenant une corvette marchande britannique capturée par les Français : le lieutenant général Francisco de Borja y Poyo (es) le récompense en le nommant commandant du nouveau vaisseau Monarca en juillet 1794.
En août 1796, lorsque éclate la guerre anglo-espagnole (en), le capitaine de frégate Miguel Maria Gastón reçoit le commandement de la Santa Sabina. Il traverse l'océan avec la division du capitaine de vaisseau Juan Pablo Lodares avant de revenir en Méditerranée.
Le 19 décembre 1796, les frégates espagnoles Santa Sabina et Ceres rencontrent au large de  Carthagène une escadre de la Royal Navy composée des deux frégates Minerve et Blanche sous le commandement du commodore Horatio Nelson. La Santa Sabina, sous le capitaine Jacobo Steuart, combat pendant près de trois heures ; quand elle amène son pavillon, son mât de misaine est abattu, le grand mât et celui d'artimon très endommagés. La Minerve, qui a subi aussi d'importants dégâts, prend la Santa Sabina en remorque avec un équipage de prise commandé par les lieutenants Thomas Hardy et John Culverhouse. Le lendemain matin, deux navires de ligne espagnols et une frégate apparaissent : Nelson décide de se retirer et Hardy, pour couvrir sa retraite, ouvre le feu sur les Espagnols. Il est capturé et la Santa Sabina est récupérée par les Espagnols,,. Selon A. R. Rodríguez González, la Minerve, ancienne frégate française, était très supérieure en puissance de feu avec 28 canons de 18, six de 6 et 16 caronades de 32, représentant une bordée de 526 livres, quand la Santa Sabina, avec 28 canons de 18, 12 de 6 et 12 pierriers de 3, ne tirait que 306 livres par salve. Le capitaine espagnol de la Santa Sabina, embarqué par Nelson à bord de la Minerve, sera par la suite échangé contre Hardy et Culverhouse à Gibraltar.
Lors de la seconde bataille d'Algésiras (12 juillet 1801), la Santa Sabina fait partie de l'escadre venue de Cadix qui arrive en renfort de l'escadre française de Linois, occupée à réparer ses avaries après le combat victorieux du 13 juin contre les Britanniques de James Saumarez. Le vieux lieutenant général Juan Joaquín Moreno de Mondragón (es) (né en 1735), commandant de l'escadre espagnole, prend le commandement de la flotte combinée comme le plus élevé en grade et, selon l'usage espagnol, quitte son vaisseau amiral pour transférer son pavillon sur la Santa Sabina. Celle-ci marche en tête de la flotte combinée, fanaux allumés en poupe et une lanterne en haut du mât, pour franchir le détroit de Gibraltar ; tous les autres vaisseaux naviguent feux éteints. L'attaque britannique, menée par le HMS Superb dans une obscurité profonde, crée une telle confusion que les vaisseaux espagnols San Hermenegildo (en) et Real Carlos se canonnent l'un l'autre et finissent par se couler mutuellement. Le vaisseau français Formidable s'efforce de suivre la Santa Sabina mais sa mâture, endommagée pendant le combat du 13 juin, ne lui permet pas de suivre : il se perd dans l'obscurité en évitant de peu la canonnade réciproque des deux vaisseaux espagnols, manœuvre qui lui permettra finalement de s'esquiver et de rallier Cadix quelques jours après. La Santa Sabina éteint ses fanaux pour échapper à la poursuite du Superb puis, le danger s'étant un peu éloigné, les rallume pour rallier le reste de la flotte combinée qui parvient à regagner Cadix.
Le 25 octobre 1804, les gazettes hollandaises signalent l'arrivée de la Santa Sabina au port de Vigo, probablement en provenance de Montevideo, avec un trésor de 13,7 millions de piastres.
Pendant la guerre d’indépendance espagnole contre Napoléon, de 1809 à 1814, la Santa Sabina participe à plusieurs escortes de convois entre l’Espagne et ses colonies américaines. En 1811, elle combat des corsaires français devant Malaga.

### Guerres d'indépendance hispano-américaines
En juin 1817, pendant la guerre d’indépendance du Mexique, la frégate participe au siège de Soto la Marina et détruit la flottille indépendantiste de Francisco Javier Mina comprenant la frégate Cleopatra et le brigantin Neptuno.
Par décret du 15 mars 1822, José María Chacón (es), gouverneur de Puerto Cabello et commandant de la petite escadre de la Capitainerie générale du Venezuela, reçoit le commandement de la Santa Sabina qui, pendant la période révolutionnaire du Triennat libéral de 1820-1823, porte le nom de Constitución (« Constitution) ». C'est alors un des rares navires de guerre espagnols en état de servir et de porter une batterie d'artillerie de marine de 24. Chacón part prendre son poste à Cadix et, le 27 mai 1822, reprend la mer pour escorter un convoi en provenance d'Amérique : il le rencontre au large du cap Saint-Vincent et le ramène à Cadix le 7 juillet. Le 7 octobre, il part avec un nouveau convoi pour les îles Canaries, Porto Rico, La Havane et Veracruz, à une époque où les corsaires harcèlent le commerce espagnol. Il se montre un bon marin et franchit sans encombre l'entrée difficile de la baie de Baracoa. Le commandant Ángel Laborde (es), chef de la division navale royale chargée de combattre les indépendantistes vénézuéliens, le désigne pour faire partie de l'escadre destinée à opérer dans les parages de la Tierra Firme (la côte nord du continent sud-américain), comprenant la corvette Céres. Le 1er mai 1823, l'escadre de la Santa Sabina livre une bataille navale devant Puerto Cabello, assiégée par les indépendantistes de Grande Colombie, les oblige à lever le blocus de la ville et s'empare de la frégate Maria Francisca et de la corvette Zafiro, avec le pavillon du commandant rebelle John Danells.
L'escadre royaliste croise ensuite entre Cuba et le Yucatan et reprend la Céres qui avait été capturée par les rebelles. En janvier 1825, la frégate participe à une mission de ravitaillement de la place de San Juan de Ulúa au Mexique, près de Veracruz ; elle est de retour à La Havane le 6 mars 1825.
Le 14 juillet 1825, la Santa Sabina est endommagée par une tempête qui arrache tous ses mâts et doit retourner à La Havane. Réparée, elle participe au blocus des places de Santa Marta et Carthagène des Indes tenues par les indépendantistes. Mais, le 28 août 1825, en sortant du port de Santiago de Cuba pour franchir le vieux canal de Bahama, elle est prise dans un ouragan devant Charlestown (Niévès) qui lui arrache ses mâts et cause de graves dégâts. Ramenée à La Havane, elle est retirée du service. Elle est démantelée en 1828.

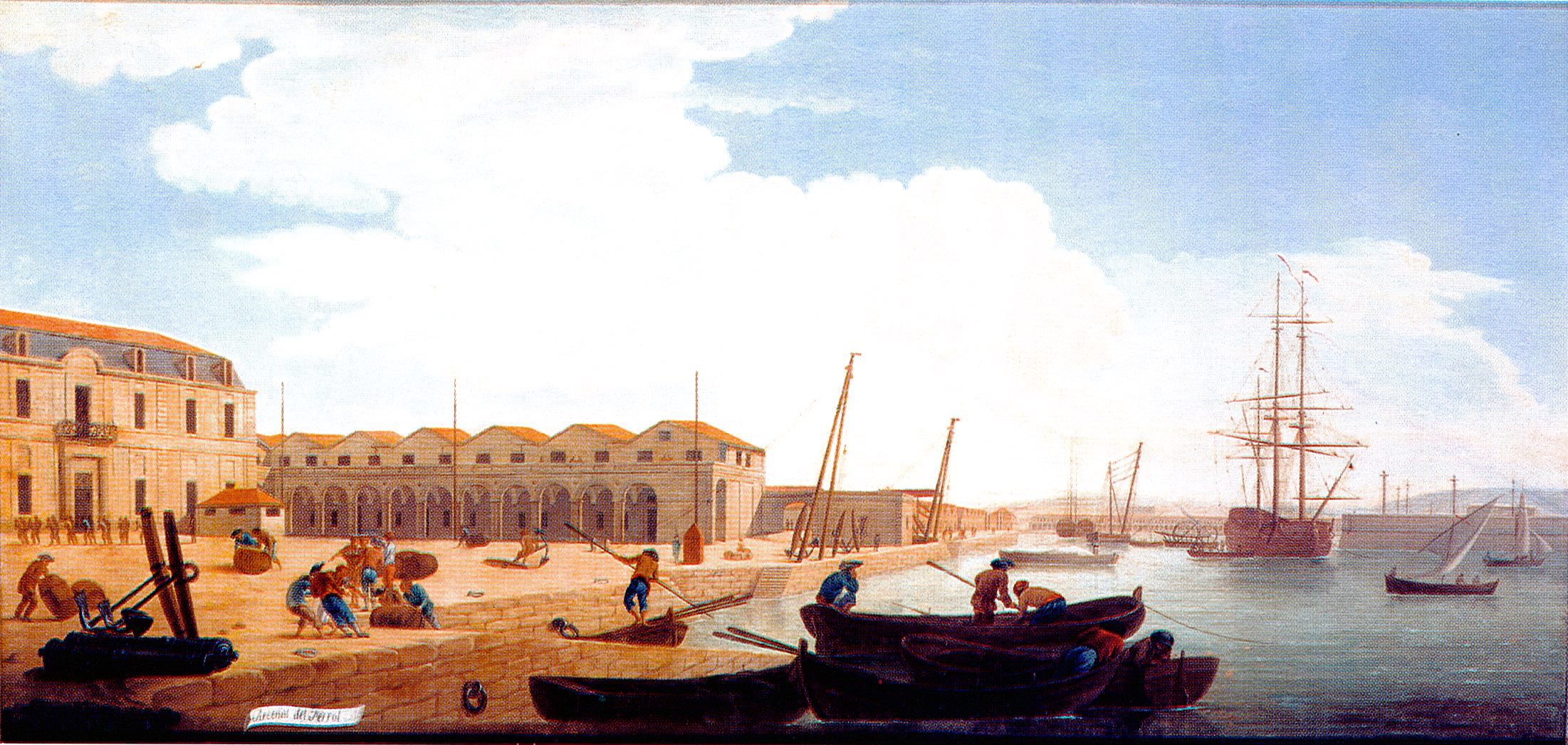
Arsenal de Ferrol, peinture de Mariano Ramon Sanchez, 1793.
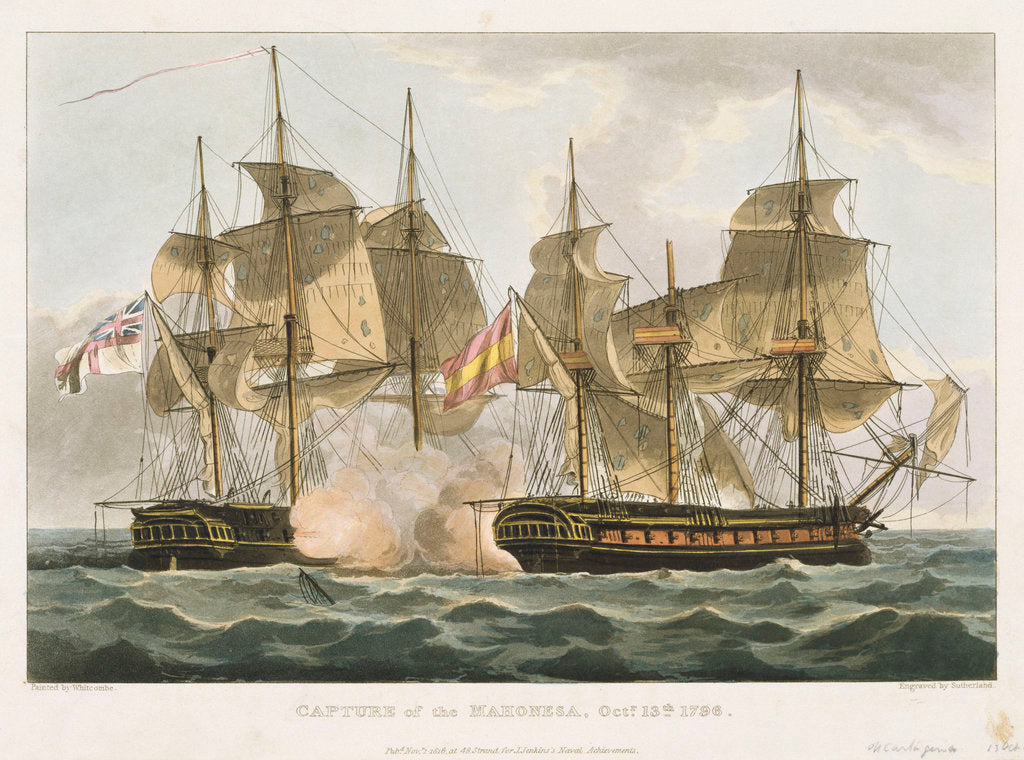
Capture de la frégate espagnole Mahonesa par les Britanniques le 13 octobre 1796, peinture de Thomas Whitcombe, 1816.
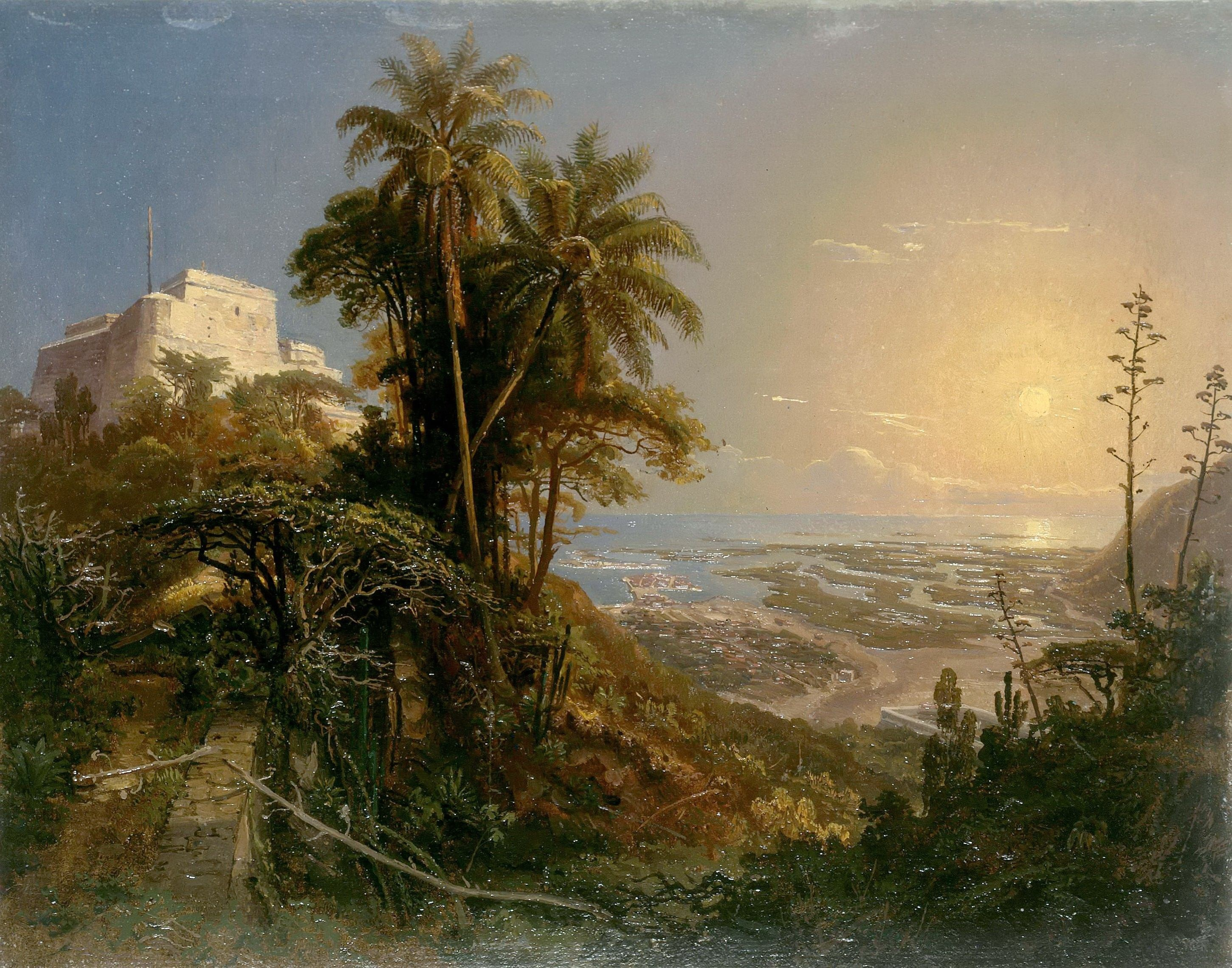
Rade et fort de Puerto Cabello, peinture de Ferdinand Bellermann, 1843.